# 광주 지산동 오층석탑
광주 지산동 오층석탑(光州 芝山洞 五層石塔)은 광주광역시 동구 지산동에 있는 통일신라의 오층석탑이다. 1963년 1월 21일 대한민국의 보물제110호로            지정되었다.

## 개요
광주시내에 상당한 거리를 두고 떨어져 있는 2기의 탑 가운데 동쪽에 위치한 것으로 통일신라 후기의 석탑이다. 탑이 서있는 부근은 백주사(栢州寺)터로 알려져 있기도 하나 추정할 만한 자료는 아직 발견되지 않았다.
탑의 구성은 2단의 기단(基壇) 위에 5층의 탑신(塔身)을 세운 형태로 신라석탑의 기본형을 잃지 않고 있다. 탑의 받침대 역할을 하는 기단부는 여러 개의 돌을 짜맞추어 구성하였으며, 탑신부의 몸돌과 지붕돌은 각각 하나의 돌로 이루어졌다. 특히 지붕돌 밑면의 받침이 1층은 5단인데 비해 2층부터는 4단으로 간략화되어, 양식상 만들어진 시대가 통일신라 후기로 내려옴을 알 수 있다.
1955년 해체, 수리할 때 4층 지붕돌 윗면에서 사리장치가 발견되었고 1961년에 다시 수리를 하여 일부 석재를 보완하였다. 광주 전남지방에 남아있는 몇 안되는 5층석탑 가운데서도 우수한 통일신라 후기의 석탑이다.

## 현지 안내문

### 한글 설명
광주 지산동 오층 석탑
光州 芝山洞 五層 石塔
보물 제110호
탑은 부처의 유골을 모신 조형물로, 실제 유골이 없더라도 상징적으로 모셨다고 여겨진다. 광주 지산동 오층 석탑은 통일 신라 후기 석탑으로 과거에는 광주의 동쪽에 있는 탑이라서 ‘광주 동오층 석탑’으로도 불렸다. 2층 바닥돌(기단부) 위에 몸돌부(탑신부)를 5층으로 쌓고, 그 위에는 머리 장식(상륜부)을 올렸다. 탑의 받침대 역할을 하는 바닥돌은 여러 개의 돌로 되어 있고, 몸돌부와 지붕돌은 모두 하나의 돌로 이루어져 있다. 특히 1층 지붕돌받침만 다섯 단이고, 2층부터는 각 단이 네 단으로 되어 있어서 통일 신라 시대 후기 양식을 따랐음을 알 수 있다.
1955년 해체·보수 공사를 하면서 4층 지붕돌 아래에서 사리 장치*가 발견되었고, 1961년에 다시 보수하여 지금의 모습을 갖추었다.
*사리 장치: 참된 수행의 결과로 생겨나는 구슬모양의 유골을 보관하는 함

### 영문 설명
Five-story Stone Pagoda in Jisan-dong, Gwangju
Treasure No. 110
A pagoda is a symbolic monument enshrining the relics or remains of the Buddha. In many cases, a pagoda does not contain the actual remains, but is still regarded as a sacred place enshrining the Buddha.
This five-story stone pagoda is presumed to have been made in the late period of Unified Silla (668-935).
It is composed of a two-tiered base, five sets of body and roof stones, and a round decorative top. The base was made by assembling several stone plates, and the body and roof stone at each story are carved out a single piece of rock.
This pagoda was dismantled and reassembled in 1955, and at that time, a set of reliquaries was found from inside the fourth-story roof stone.

## 참고 자료
- 광주 지산동 오층석탑 - 국가유산청 국가유산포털